# Queen Afua

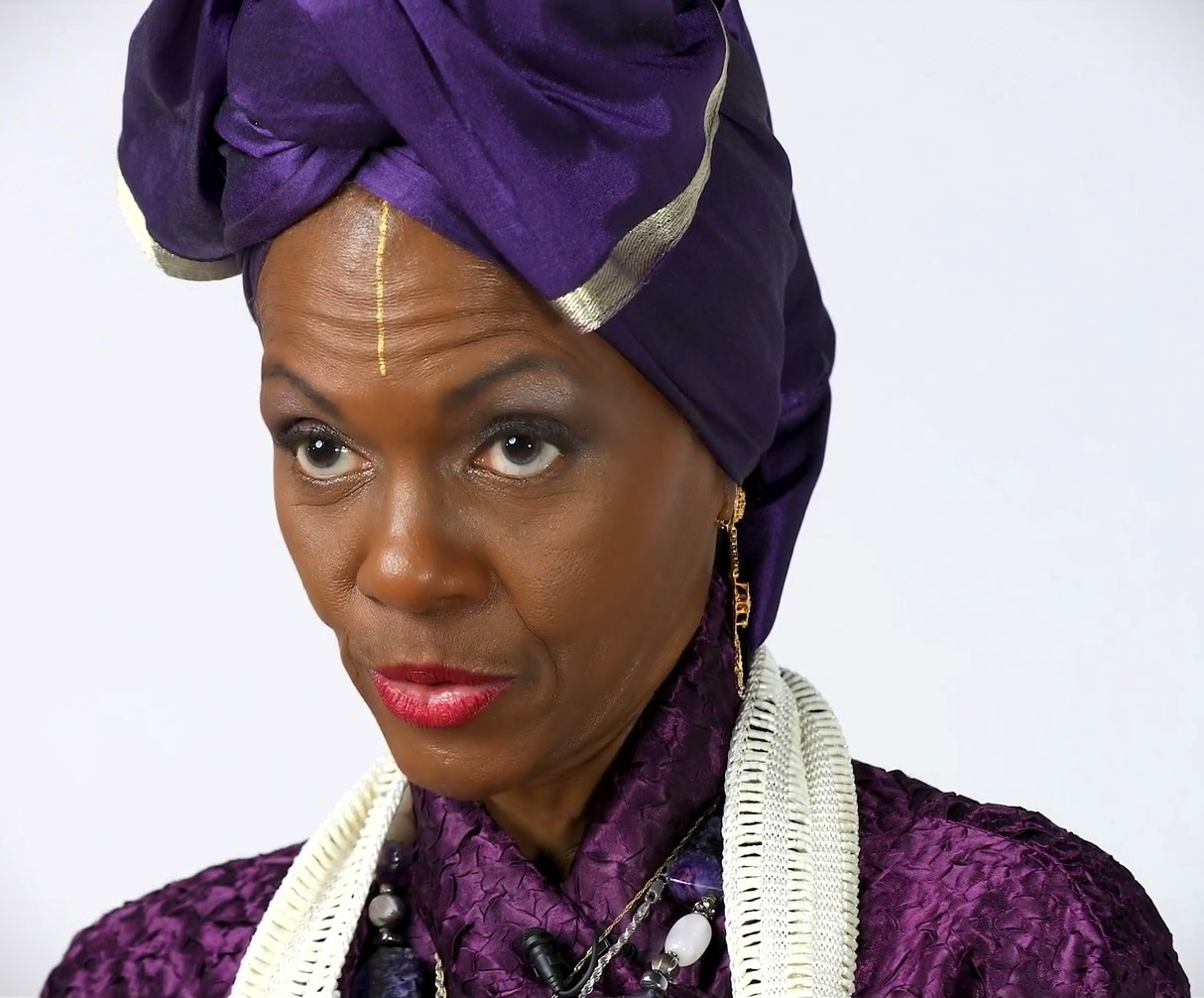
Queen Afua en el tráiler de la película Sacred Woman (2019).

Helen Odel Robinson (nacida el 13 de agosto de 1953), conocida profesionalmente como Queen Afua, es una escritora, practicante de medicina alternativa y entrenadora de bienestar estadounidense. Ella es una figura influyente en el veganismo negro.

## Primeros años de vida
Según su propio relato, Robinson comenzó a dedicarse profesionalmente a la salud holística cuando desarrolló asma y alergias graves cuando era estudiante de secundaria, lo que le impidió estudiar en el extranjero. Decidió experimentar viajando al norte del estado de Nueva York sin su inhalador ni medicamentos, arriesgando su salud al tratar sus síntomas con la guía del herbolario John E. Moore. Moore, un educador autodidacta, hizo hincapié en el uso de la autosuficiencia y de las hierbas disponibles localmente para tratar enfermedades. Robinson afirmó que encontró alivio utilizando estos métodos naturales, por lo que decidió trabajar como curandera a tiempo completo. Finalmente pudo viajar a Ghana, donde un mentor llamado Baba Kwame Ishangi le concedió el nombre de Queen Afua.

## Carrera
Como Queen Afua, Robinson abrió «centros de bienestar»en seis estados de EE. UU. y en Santo Tomás (Islas Vírgenes). En 1995 informó que 10 000 clientes habían acudido a su centro en Prospect Heights (Brooklyn). En 2000, abrió un centro en Washington D. C.. Su libro de 2001, Sacred Woman, ha permanecido impreso durante más de veinte años.
En sus libros y charlas, afirma la importancia de una dieta vegana, refiriéndose a la carne y los lácteos como alimentos «muertos» y a las frutas, y a las verduras y los cereales como alimentos «vivos». También aconseja comer alimentos horneados o asados y evitar el consumo de alimentos fritos, y sugiere utilizar hierbas y baños de hierbas con fines médicos. También conecta los malos hábitos alimenticios con el legado de la esclavitud, instando a los oyentes y lectores a liberarse de los alimentos reconfortantes típicos estadounidenses. La académica A. Breeze Harper describe sus escritos como una base del veganismo en la «política corporal decolonial» y el antirracismo, temas que rara vez se encuentran en las publicaciones veganas blancas. Los escritos de Afua sobre la salud de la mujer definen el útero como el «órgano sagrado de la reproducción» y lo describen como «fundamental para sanar todos los demás aspectos del cuerpo» y «un sitio físico y espiritual de activismo», aunque también incluye y reconoce a las mujeres que no pueden o ya no pueden reproducirse.
En 2021, su visita a Ghana fue destacada por la Autoridad de Turismo de Ghana.

### Clientes y colaboradores destacados
El alcalde de la ciudad de Nueva York, Eric Adams y la música Erykah Badu han citado el trabajo de Queen Afua como la inspiración que los llevó a hacerse veganos.
Otros clientes incluyen a Stevie Wonder, Roberta Flack y Vanessa Williams.
El trabajo de Afua también fue respaldado por Nipsey Hussle y su viuda, Lauren London. Afua ha colaborado con London, Erykah Badu y Beverly Bond.
En 2021, comercializó un programa de bienestar junto con la cantante y actriz Mýa.

### Disputa por la propiedad de tierras en Brooklyn
En 2018, un propietario llamado Menachem Gurevitch presentó una demanda de desalojo contra Afua y su familia, alegando que había comprado su casa y la sede en Brooklyn de su red de centros de bienestar a su madre Ida Robinson, de 98 años. Afua y su familia impugnaron el desalojo, alegando que Ida había sido defraudada y había perdido su título con documentos confusos. En 2022, decenas de activistas del movimiento Jabad-Lubavitch irrumpieron en la casa de Afua intentando desalojar a su familia por la fuerza. Un tribunal falló a favor de Afua en 2024, y el fiscal de distrito de Brooklyn anunció una investigación del presunto fraude de título.

## Vida personal
Queen Afua vive en Los Ángeles con su aprendiz y compañera de habitación, la chef vegana Lauren Von Der Pool.
Sus dos hijos, SupaNova Slom y Ali Torain, también son veganos.